# Ширяївська селищна територіальна громада
Ширяївська селищна територіальна громада — територіальна громада в Україні, у Березівському районі Одеської області, створена 1 вересня 2016 року в рамках адміністративно-територіальної реформи 2015–2020 років.
Населення громади становить 17 409 осіб, адміністративний центр — с-ще Ширяєве.
Громада утворена в результаті об'єднання Ширяївської селищної ради із Макарівською, Мар'янівською, Олександрівською і Осинівською. Перші вибори відбулися 18 грудня 2016 р.
В рамках адміністративно-територіальної реформи 2015–2020 років 17 липня 2020 року із громади було винесено села Гребенюки, Григорівка, Канцурове, Олександрівка, Трудолюбівка і Флоринське, які були віднесені до Долинської сільської громади Подільського району.
Таким чином до громади увійшли 1 с-ще (Ширяєве) і 11 сіл:
- Виноградівка
- Йосипівка
- Макарове
- Мар'янівка
- Новогуляївка
- Одаї
- Олександро-Вовкове
- Осинівка
- Подільці
- Суха Журівка
- Яринославка